# Plateau des Claparèdes
Le plateau des Claparèdes, situé dans le département de Vaucluse, s'étend au sud d'Apt entre Castellet et Bonnieux.

## Toponymie
Le toponyme claparède représente l'occitan clapareda, plaine caillouteuse, dérivé de clap/clapa (masculin et féminin) désignant l'éclat de roche, le caillou, le bloc rocheux. Il s'agit de terrains pierreux, difficiles à travailler, très souvent arides. Le doublet clap/clapa a donné également clapàs et clapièr, qui nomment un amas de pierres.

## Géologie
Le synclinal où coule le Calavon est flanqué sur sa rive droite des monts de Vaucluse et sur sa gauche des deux Luberon. C'est sur ce versant, au pied du Grand Luberon, que l'érosion a dégagé le plateau des Claparèdes. Sur l'autre rive, et en face, restent les strates isolées formant la colline de Perréal. 
Reposant sur une base de calcaires subrécifaux (Barrémien et Bédoulien), le plateau se structure en plusieurs étages géologiques. Son socle est constitué de calcaire du Crétacé supérieur. Par-dessus se trouvent des couches caractéristiques de l'Éocène et le l'Oligocène. Enfin sa plaque sommitale est composée de molasse calcaire miocène. 
Cette dernière strate, riche en fossiles, a été profondément entaillée par la vallée de l'Aiguebrun. Cette molasse, facilement fragmentable, a de tout temps constitué un matériau de construction très recherché. Elle a fourni les pierres pour édifier nombre de monuments antiques d'Apt et la quasi-totalité des bories ont été bâties avec ces lauzes.

## Géomorphologie
Ce plateau, qui culmine à 821 mètres au lieu-dit l'Ourillon, constitue le relief le plus original du bassin d'Apt. Il s'explique par l'existence d'une ride anticlinale parallèle au Luberon.

## Une intense érosion hydraulique
Cette masse calcaire a subi et continue à subir une importante érosion hydraulique. Elle prend l'aspect d'un relief karstique quand le pendage des couches est faible et se transforme en lapiez dès que la molasse burdigalienne se redresse assez pour entraîner le ruissellement. 

## Référence historique
Le plateau des Claparèdes est signalé dans la charte CII du Cartulaire de l'Église d’Apt. Cet acte situé à la fin du XIe siècle dresse la liste des biens de l'héritage reçu en franc-alleu (honor) par Gérald Teurichus. Parmi eux se trouvent les « prés des Claparèdes » (pratum Clapariarum). 

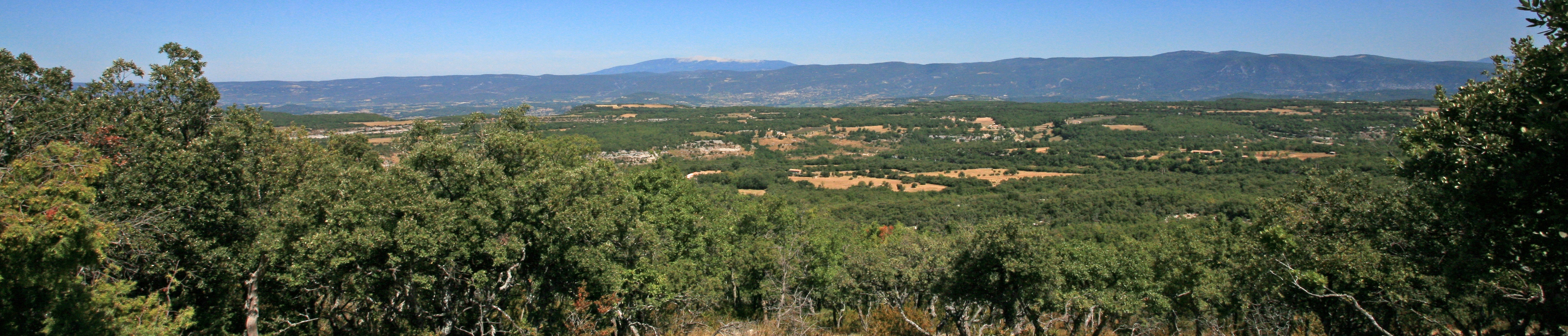
Le plateau des Claparèdes vue de Sivergues

## Une très ancienne occupation humaine

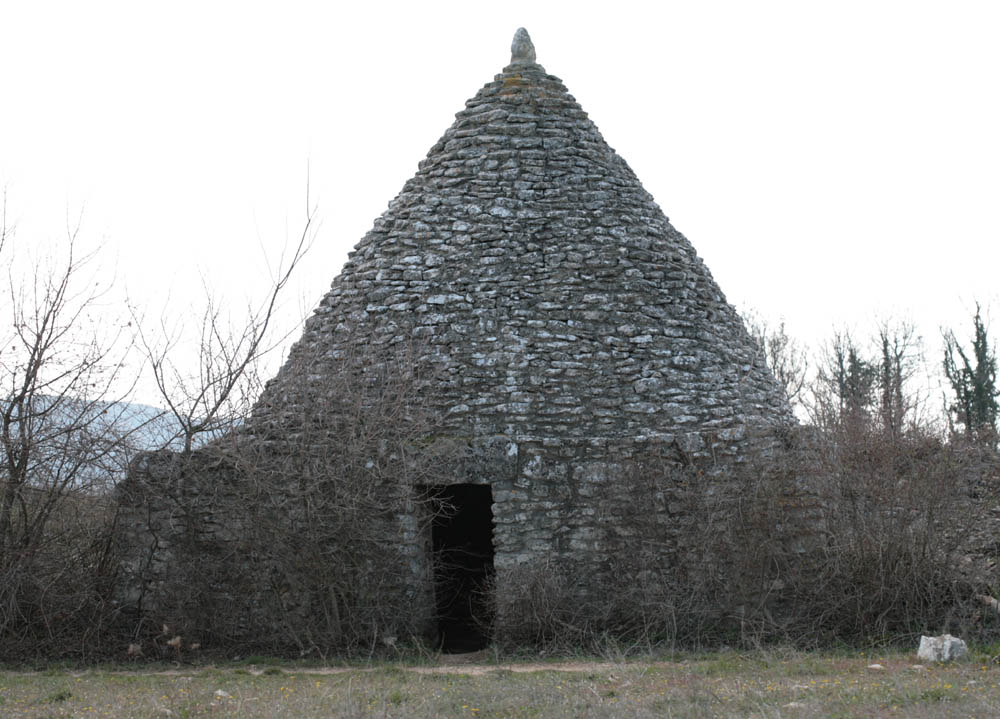
Borie sur le plateau des Claparèdes. Sa structure très élaborée place sa construction au cours du XVIIIe ou du XIXe siècle. Les pierres de l'extrados de la voûte ont été scellées au mortier de chaux lors d'une restauration récente.

De nos jours ces prés se sont transformés en un immense agglomérat de lauzes, où se dressent des centaines de bories ou cabanons de pierres sèches. Il s'étend sur 10 kilomètres de long et 2 à 3 kilomètres de large. 
Le premier à en faire état au XVIIe siècle, est l'historien d'Apt, Joseph-François de Rémerville qui constate : 
« Tout le plateau des Claparèdes est couvert de clapiers qui sont des restes de maisons et on peut voir qu'il y a très peu de vide entre ces clapiers ».
Deux cents ans plus tard, le préhistorien Frédéric Lazard, qui explora tout le plateau note : 
« On y rencontre un grand nombre de sources et une quantité d'abris sous roche. Les stations néolithiques que nous y avons découvertes prouvent que nos ancêtres ont su largement tirer parti de cette situation privilégiée ».

## Le plateau dans la première décennie du XXe siècle

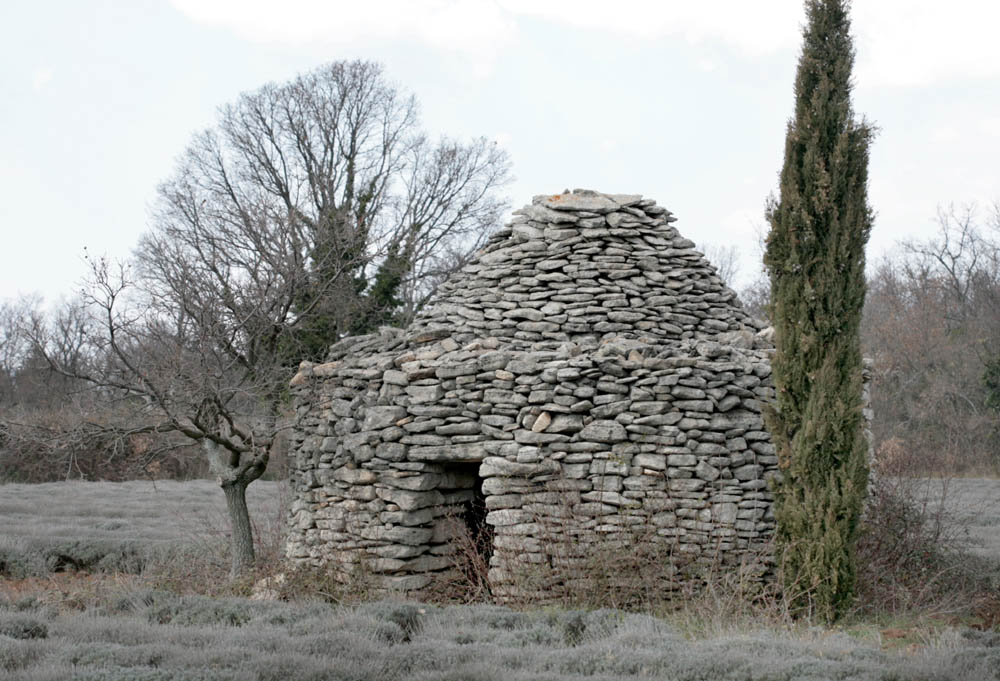
Borie sur le plateau des Claparèdes. La retraite entre la base et le couvrement suggère l'existence d'une couverture de lauses qui a été retirée, découvrant l'extrados de la voûte.

L'état pédologique, forestier et agricole des Claparèdes au tournant du XXe siècle est décrit par l'historien provençal Fernand Sauve dans son étude sur la région aptésienne publiée en 1904. 
Il note que la plaine était couverte d'une couche de terre végétale peu épaisse, ne dépassant pas les 50 centimètres, provenant de la désagrégation des couches rocheuses supérieures et de la décomposition des végétaux qui y poussaient. 
Le plateau, précise-t-il, était autrefois couvert de bois, dont il ne subsistait plus que quelques rares lambeaux.
Depuis le déboisement, la mince couche de terre cultivable avait été soumise à une production continue et ne produisait plus, de ce fait, que quelques maigres céréales car l'engrais, de transport coûteux, lui faisait à peu près défaut. Les propriétaires, note-il, en abandonnaient progressivement la culture, condamnant la plaine à n'être plus qu'un pâturage aride à moins qu'elle ne se reconvertisse dans la trufficulture.
Fernand Sauve attribue la formation de la plupart des clapiers jonchant les Claparèdes à la conversion de l'ancienne plaine boisée à l'agriculture, les exploitants amoncelant en des points sacrifiés les pierres détachées de la croûte du plateau.
Il attribue aux mêmes cultivateurs, désireux de se ménager un abri contre les intempéries, les nombreuses cabanes en pierre sèche, élevées avec les matériaux recueillis sur place.

## Une économie agricole adaptée
Ces conditions particulières impliquent une adaptation de l'agriculture. Outre les champs de lavande et lavandin, on ne trouve que quelques rares vergers de cerisiers et d'amandiers ainsi que de la vigne.

## Les communes du plateau de Claparèdes

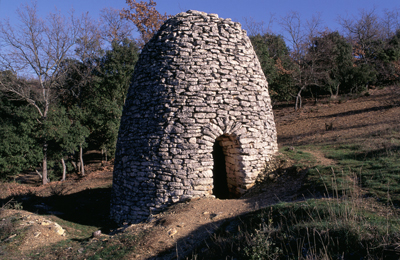
Borie à voûte d'encorbellement
sur la commune de Bonnieux

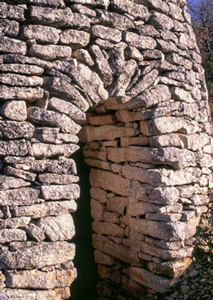
Arc clavé en lauzes de l'entrée

| Les communes du plateau d'amont en aval du Calavon                    |
| - Castellet - Auribeau - Saignon - Apt - Sivergues - Buoux - Bonnieux |